# Isoaloxazina

A Isoaloxazina é um composto químico heterocíclico. Diferencia-se da Pteridina pela presença de um anel adicional. A Isoaloxazina forma cristais amarelo-esverdeados cujas soluções são fortemente fluorescentes. 
O sistema anelar da isoaloxazina é o elemento estrutural fundamental das flavinas e está portanto presente na Riboflavina e nas coenzimas FAD e FMN.

## Preparação
As isoaloxazianas são facilmente preparadas com a utilização de desrivados do Uracilo. A ilustração seguinte apresenta uma via sintética bastante simples :
Um isômero da isoaloxazina é a aloxazina ou (1H,10H)-Benzo[g]pteridino-2,4-diona, de propriedades muito semelhantes, embora de importância bem menor: